# Platnickina sterninotata
Platnickina sterninotata là một loài nhện trong họ Theridiidae.
Loài này thuộc chi Platnickina. Platnickina sterninotata được Friedrich Wilhelm Bösenberg & Embrik Strand miêu tả năm 1906.